# Jeu de société (roman)
 (octobre 2023).
Si vous disposez d'ouvrages ou d'articles de référence ou si vous connaissez des sites web de qualité traitant du thème abordé ici, merci de compléter l'article en donnant les références utiles à sa vérifiabilité et en les liant à la section « Notes et références ».
Jeu de société (titre original : Nice Work) est un roman de l'écrivain britannique David Lodge, paru en 1988.
Il est la suite des romans Changement de décor et Un tout petit monde ; comme eux, Jeu de société est un roman universitaire.
Le titre vient de l'expression « nice work if you can get it », lié à la situation précaire de l'héroïne et ses efforts pour se faire titulariser.

## Présentation

### Le texte

#### Lieux et personnages
L'action se déroule principalement à Rummidge, ville fictive des Midlands, inspirée par Birmingham, où David Lodge a été professeur d'université de 1960 à 1987.
Les personnages principaux sont :
- Victor Wilcox (« Vic Wilcox »), qui dirige la société de fonderie et de construction mécanique Pringle and Sons Casting and General Engineering, la quarantaine, marié, trois enfants, est un industriel pragmatique et fier de son travail.
- Roberta Anne Penrose (« Robyn Penrose »), enseignante intérimaire à l'université de Rummidge[2], spécialiste des romans industriels et de la littérature écrite par des femmes, d'orientation postmoderne et féministe, célibataire vivant en couple avec un autre universitaire, est une universitaire élitiste[3], mais en situation précaire, obnubilée par la recherche d'une situation stable et complètement ignorante des conditions de vie du monde du travail.

#### Résumé
Une relation improbable se crée entre Vic et Robyn grâce au programme Industry Year Shadow Scheme, initié par le gouvernement pour permettre une meilleure compréhension entre le monde de l'entreprise et l'université. Il s'agit d'un surcroît de travail et Robyn Penrose n'accepte que de mauvais gré d'y participer, en espérant que cela lui permettra d'obtenir sa titularisation, malgré les coupes budgétaires en cours. Elle devient pendant un trimestre, un jour par semaine, l'« ombre » (shadow) de Vic Wilcox, qui, de son côté, doit faire face à des problèmes sociaux dans son entreprise où travaillent beaucoup d'ouvriers d'origine asiatique.
Robyn Penrose est ébranlée par ce qu'elle découvre dans le monde du travail. Elle acquiert une certaine compréhension de l'ethos réaliste mais elle n'admet pas qu'il envahisse sa culture universitaire, tandis que Vic Wilcox apprend à percevoir le sens et la dimension symbolique de son environnement et découvre en lui une part romantique qu'il avait auparavant méprisée dans sa vie quotidienne.
Confronté à la situation de plus en plus difficile à l'université, le compagnon de Robyn décide d'entrer dans le monde de la finance, où il réussit assez bien, tout en ayant conscience du vide intellectuel du métier de trader.
Vic Wilcox finit par tomber amoureux de Robyn, fasciné qu'il est par son indépendance et sa liberté d'esprit. Ils ont une liaison au cours d'un voyage d'affaire à Francfort ; il envisage de divorcer, mais elle ne l'encourage absolument pas, car elle ne croit pas à l'« amour », selon elle une pure fiction.
Lorsque Pringles est rachetée par un groupe concurrent, il est licencié ; cette épreuve lui permet de se rendre compte qu'il n'avait pas profondément la volonté de se séparer de sa femme. Il envisage de créer sa propre entreprise pour exploiter un procédé de son invention et sa femme et ses enfants sont prêts à le soutenir. Robyn Penrose bénéficie à ce moment du legs d'un oncle d'Australie et décide de le placer dans le capital de l'entreprise de Vic Wilcox.

### Jeu de sociétédans l'œuvre de David Lodge
Ce roman fait suite à la série des romans universitaires de David Lodge : Changement de décor (1975) et Un tout petit monde, notamment par sa localisation à Rummidge. Mais ici, on sort du monde universitaire, puisque le sujet repose sur la confrontation du monde universitaire et du monde de l'entreprise, de l'industrie et même de la finance.
Des personnages sont récurrents, comme l'Américain Morris Zapp et Philip Swallow, doyen de la faculté de Lettres de l'université.
L'héroïne de Jeu de société réapparaît brièvement pour donner une conférence à l'université (fictive) de Gloucester dans Pensées secrètes (Thinks..., 1998), autre roman universitaire de David Lodge.
Des personnages secondaires de Jeu de société jouent aussi un rôle dans Nouvelles du paradis, au cours d'un voyage à Hawaï.

### Élargissement
L'intrigue parodie les romans industriels, en particulier Nord et Sud d'Elizabeth Gaskell. Si les relations entre Vic et Robyn, dont le style de vie et l'idéologie sont complètement antinomiques, reprennent les affrontements de John Thornton et Margaret Hale, Marjorie ressemble à Fanny Thornton.
Une mini-série en quatre épisodes, sur un scénario de David Lodge lui-même est tournée en 1989 par la BBC en grande partie à l'université de Birmingham.

## Distinction
- 1988 : finaliste du prix Booker

## Éditions
- Édition originale anglaise : Secker and Warburg, 1988
- Édition de poche anglaise : Penguin Books, 1989, 384 p. [ (ISBN 0140119213)]
- Traduction française : Rivages, 1990 [ (ISBN 2869302975)]
- Édition de poche française : Rivages, 1991, 412 p. [ (ISBN 2869304560)]